# Harry Dittmer
Evert Harry Dittmer, född den 20 december 1910 i Stockholm, död den 22 februari 2000 i Högalids församling i Stockholm, var en svensk fotograf och filmare. Dittmer var en av grundarna till bildgruppen Tio fotografer.

## Biografi
Harry Dittmer var verksam i första hand som arkitektur-, mode- och industrifotograf och som sådan var han självlärd. Åren 1930–1939 jobbade han som reklamfotograf på Esseltes ateljéer i Stockholm. Från 1945 hade han sin egen Studio Dittmer som han 1958 sålde till sina kollegor i Tio Fotografer. Som pensionär började han ägna sig åt måleri. 
Dittmer är begravd på Skogskyrkogården i Stockholm.